# Harukichi Shimoi
Harukichi Shimoi (下位 春吉, Shimoi Harukichi), né le 20 octobre 1883, dans un village voisin de Fukuoka au Japon et mort le 1er décembre 1954, est un poète et traducteur japonais. Ayant séjourné à Naples entre 1915 et 1924, le poète a promu la culture japonaise en Italie puis la culture italienne au Japon. Il s'est engagé politiquement auprès des fascistes.  

## Biographie
Quatrième fils d'un samouraï, il grandit comme « un jeune de la classe moyenne archétypal de la fin de période Meiji ». Il se rend à Naples en 1915. Là-bas, il fréquente les cercles intellectuels, rencontre Giuseppe Ungaretti, Gherardo Marone et Elpidio Jenco, contribue aux revues d'avant-garde La Voce et La Diana. Il joue un rôle important dans la diffusion de la culture japonaise en Europe, en traduisant les premières œuvres de la poésie moderne japonaise en italien.
Il sympathise avec le mouvement fasciste et participe avec Gabriele D'Annunzio à l'entreprise de Fiume puis à la marche sur Rome. Il rentre au Japon en 1924 où il devient un propagandiste du fascisme. Admirateur de Mussolini, il voit néanmoins le fascisme comme un phénomène typiquement italien, dont il n'appelle pas à la transposition directe au Japon.